# کویا تانیو
کویا تانیو (انگلیسی: Koya Tanio؛ زادهٔ ۲۹ مهٔ ۱۹۹۲) بازیکن فوتبال اهل ژاپن است.